# Blankenheim (Landkreis Mansfeld-Südharz)
Blankenheim település Németországban, azon belül Szász-Anhalt tartományban. Lakosainak száma 1144 fő (2023. december 31.).

## Népesség
A település népességének változása:
| Lakosok száma | 1285 | 1204 | 1165 | 1138 | 1134 | 1144 |
|               | 2014 | 2017 | 2019 | 2021 | 2022 | 2023 |